# 大富桥
大富桥，位于中国广东省韶关市乳源县乳城镇西郊，为韶关市乳源县文物保护单位，类型为古建筑，公布时间为1993年1月10日。
大富桥的历史年代为宋代。